# Лас Навас де ла Консепсион
Лас Навас де ла Консепсион (на испански: Las Navas de la Concepción) е населено място и община в Испания. Намира се в провинция Севиля, в състава на автономната област Андалусия. Общината влиза в състава на района (комарка) Сиера Норте де Севиля. Заема площ от 63 km². Населението му е 1743 души (по преброяване от 2010 г.). Разстоянието до административния център на провинцията е 99 km.

## Демография
| 1996 | 1998 | 1999 | 2000 | 2001 | 2002 | 2003 | 2004 | 2005 | 2006 |
| ---- | ---- | ---- | ---- | ---- | ---- | ---- | ---- | ---- | ---- |
| 1926 | 1899 | 1905 | 1888 | 1886 | 1886 | 1863 | 1848 | 1831 |      |